# Coburg Brose Open
Het Coburg Brose Open is een golftoernooi van de EPD  Tour. Het wordt gespeeld op de Coburg Golf Club in Coburg, Duitsland.

## Winnaars
| Jaar | Winnaar              | Score | Score | Beste Nederlander                  | Info        |
| ---- | -------------------- | ----- | ----- | ---------------------------------- | ----------- |
| 2006 | Martin Kaymer        |       |       |                                    | [dode link] |
| 2007 | Tino Schuster        | 204   | -12   | T4: Rick Huiskamp en Wil Besseling |             |
| 2008 | James Alexander Ruth | 200   | -16   | 21: Hiddo Uhlenbeck                |             |
| 2009 | Steen Ottosen        | 204   | -12   | 3: Floris de Vries                 | [dode link] |
| 2010 | Max Kramer           | 197   | -19   |                                    |             |
| 2011 | Sebastian Buhl       | 204   | -12   |                                    |             |